# Korea Zinc
 (novembre 2024).
Korea Zinc (coréen : 고려아연) est une entreprise métallurgique sud-coréenne, l'une des principales sociétés productrices de zinc raffiné, avec le belge Nyrstar, l'indien Hindustan Zinc (en) et le suédois Boliden.
Korea Zinc a été fondée par Choi Ki-ho et Chang Byung-hee en 1974. Depuis sa création, Korea Zinc est cogérée par les familles Choi et Chang.
Korea Zinc produit principalement du zinc et du plomb, mais aussi des sous-produits comme de l'or, de l'argent et de l'acide sulfurique, dans sa raffinerie située à Ulsan, en Corée du Sud. Un projet de raffinerie de nickel, sur le même site, a été lancé en 2023.